# Бічва
Бічва (гінді bichwa, bich'hwa, bicchwa) — традиційний індійський кинджал XVI—XIX сторіч. Вважався зброєю найманих вбивць, але наявність багато прикрашених зразків говорить про його використання також знаттю. Бічву часто прятали у рукав одягу. Назва у перекладі означає «жало скорпіона».

## Опис
Обоюдогострий клинок має подвійний вигин. Клинок у перерізі плаский або лінзоподібний, інколи з долами або ребрами жорсткості, зрідка зустрічались роздвоєні клинки. Довжина клинка у середньому 15—25 см. Ефес сталевий або мідний, зазвичай має захисну дужку, часто прикрашений золотою або срібною насічкою. Найчастішій варіант декору ефесів — втілення Вішну. Форма ефеса схожа на петлю. Бічва не має звичайного для клинкової зброї хвостовика, тому ефес кріпіться до клинка за допомогою заклепок. Рідше зустрічались ефеси зі слонової кістки без захисної дужки. На бічві руків'я не продовжує клинок, як зазвичай на ножах та кинджалах, але клинок розташований посередині між тонким руків'ям та дужкою. Могло бути два варіанта положення клинка: клинок розташований у той же плоскості, що й ефес, або повернутий на 90°, та розташований перпендикулярно плоскості ефеса.
Ранні зразки бічви цілком виточувались з буйволиного рогу — клинок та ефес разом. Пізніше, коли бічви стали робити зі сталі, форма рогу тем не меньше збереглась. Інколи бічва комбінувалась зі зброєю баг нах («тигровими кігтями»). У такому випадку, на руків'ї монтувалися металеві кігті, які проходили між пальцами та дозволяли завдавати ворогу роздираючи удари. Бічва могла виготовлятися як для правшів, так і для шульг. Піхви дерев'яні, покрити оксамитом, зазвичай мали металевий наконечник.

Варіанти виконання бічви
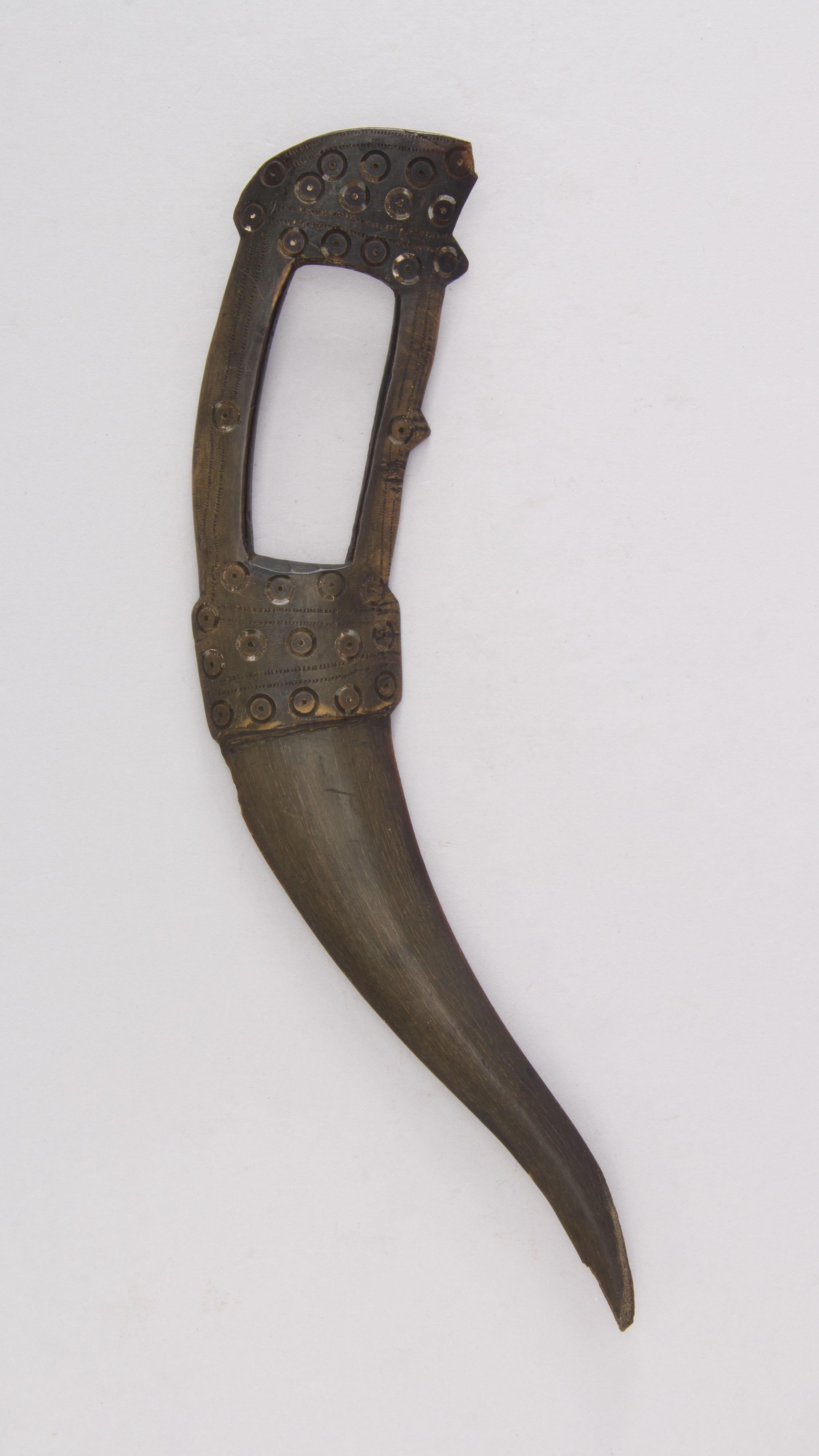
Бічва цілком зроблена з рогу буйвола
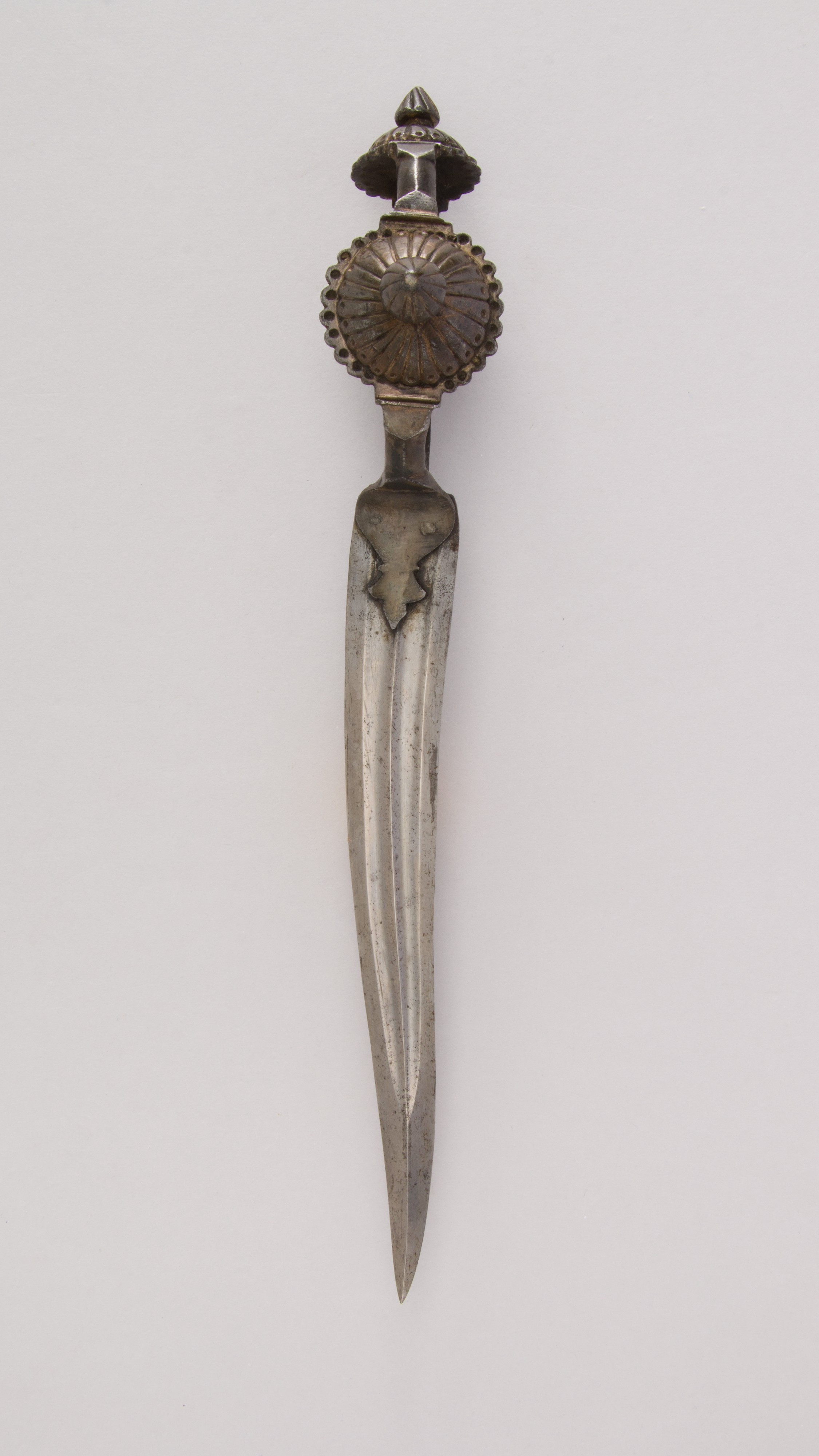
Бічва з клинком перпендикулярним плоскості ефесу — вид у профіль
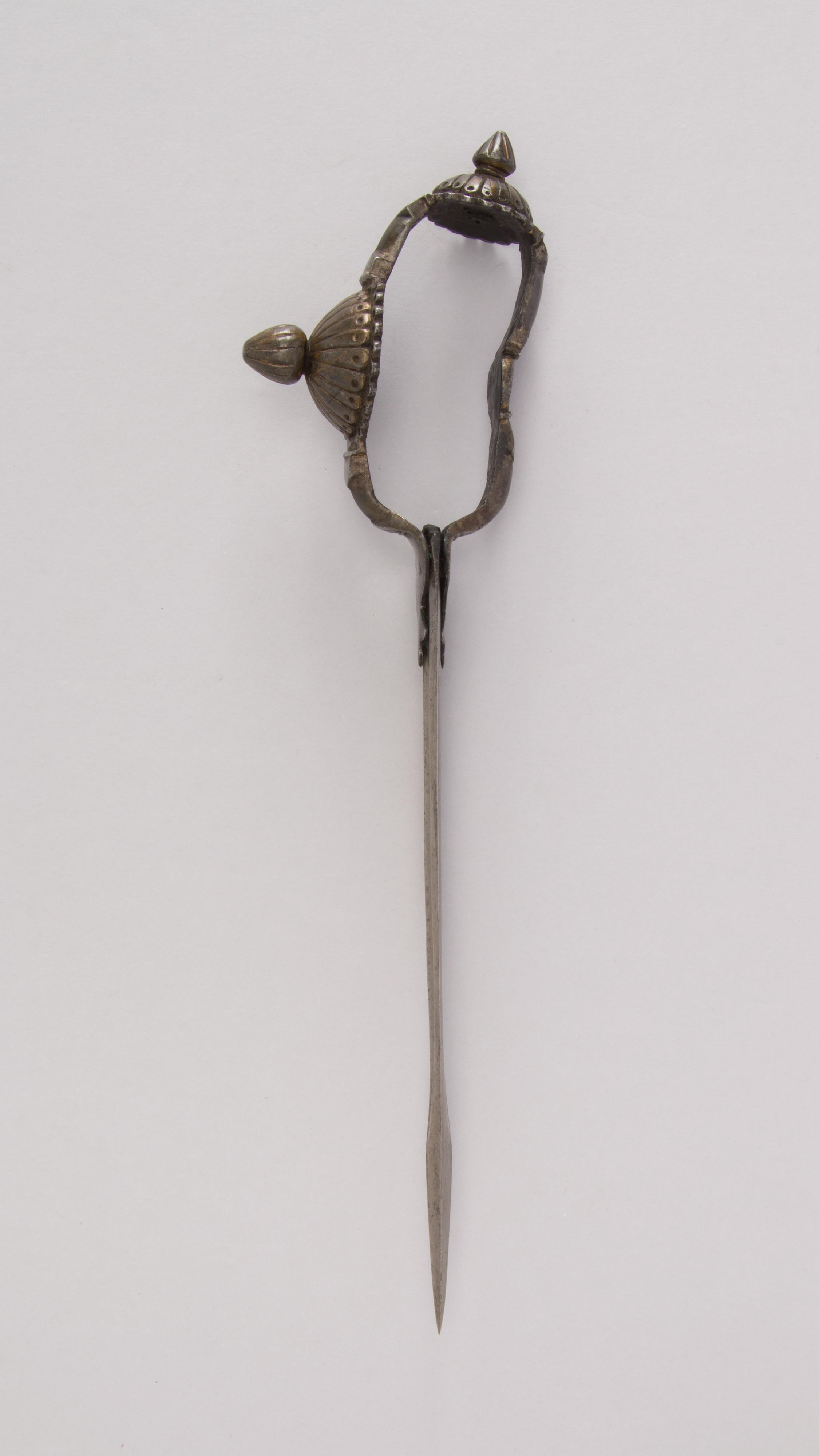
Бічва з клинком перпендикулярним плоскості ефесу — вид анфас
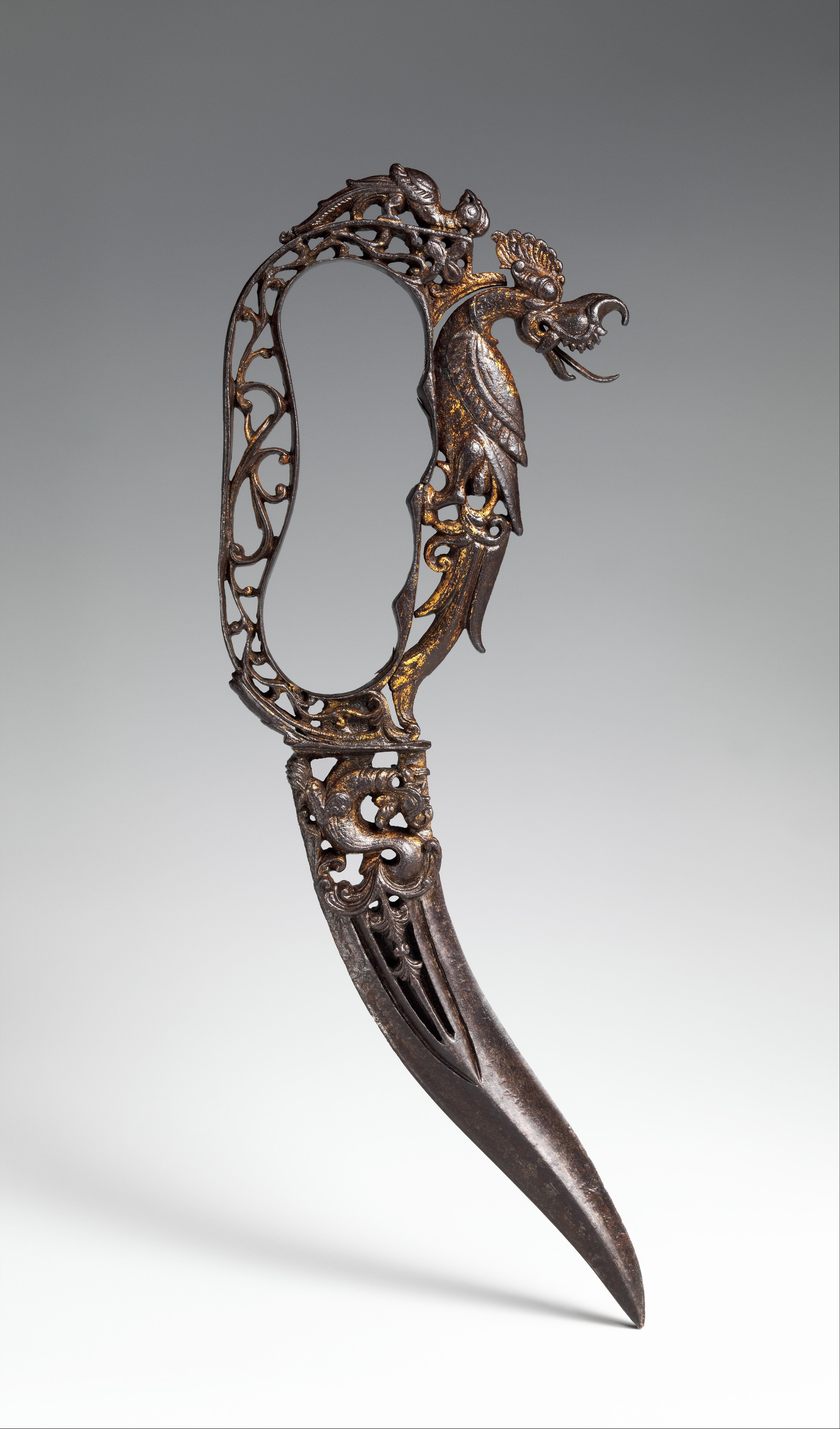
Високохудожній зразок бічви
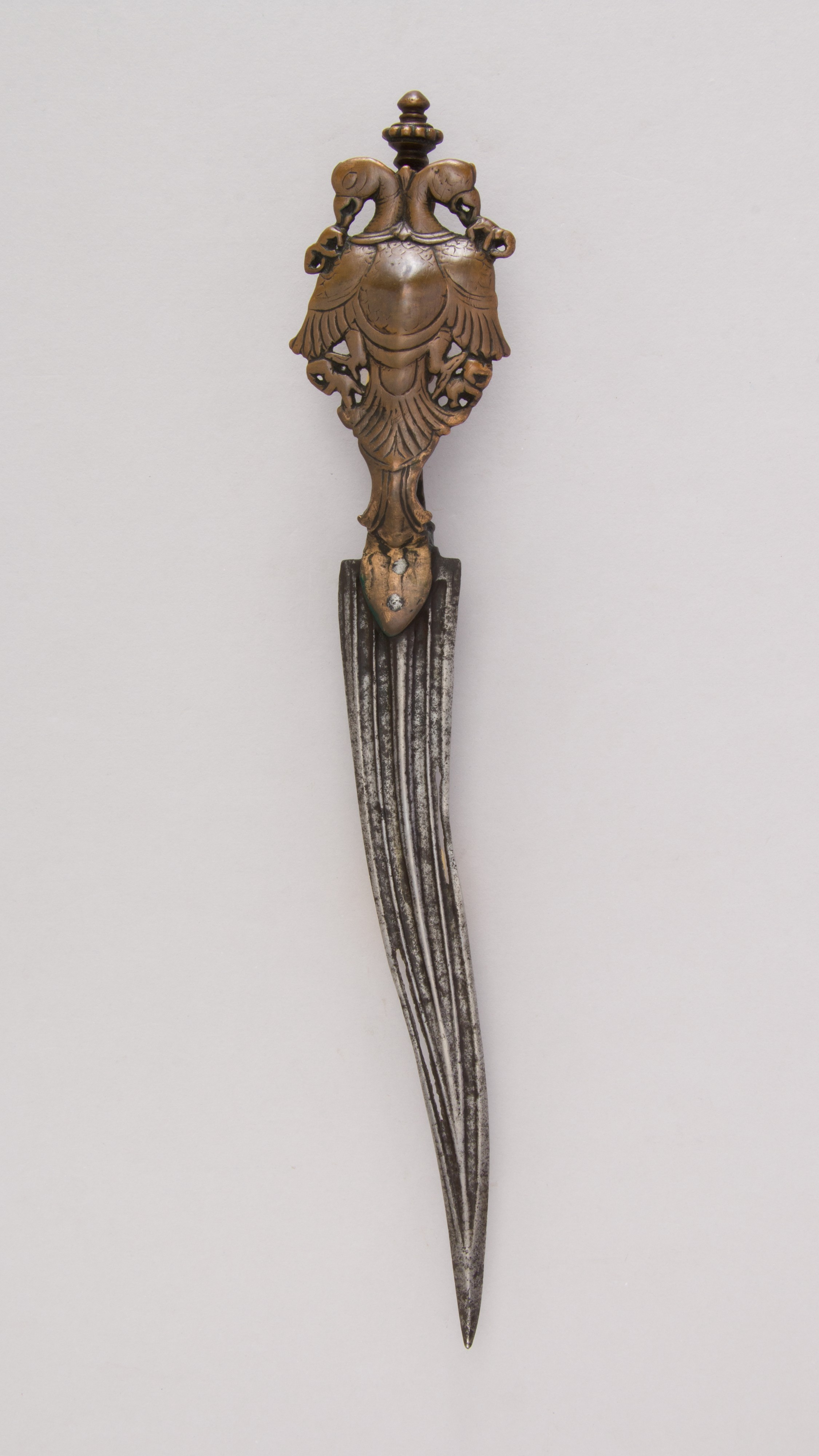
Декорована бічва
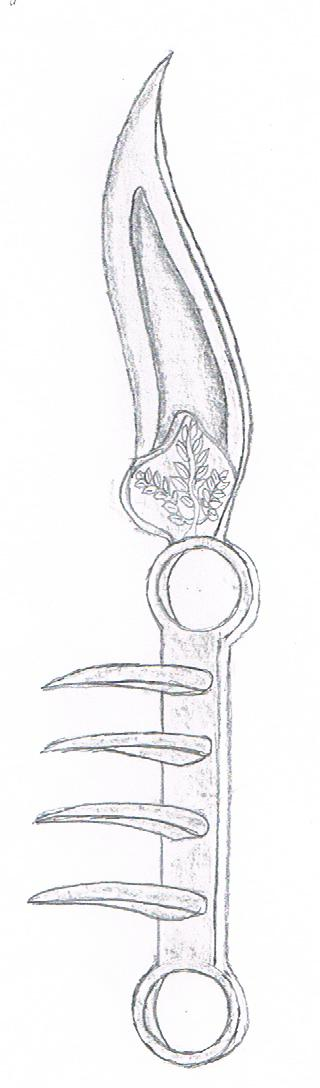
Бічва-баг нах